# Oscar Chichoni
Oscar Chichoni es un pintor e ilustrador argentino, nacido en Corral de Bustos, provincia de Córdoba (Argentina), en 1957. 
Aunque sus primeros trabajos fueron los publicados en la revista «Record», son sus tapas de las revistas «Minotauro» y «Fierro» -ambas de Ediciones La Urraca, famosa en la Argentina por editar la Revista Humor, las que lo transformaron en un autor reconocido e igualmente solicitado.
Ganador del premio de los lectores de «Fierro» como mejor ilustrador de tapa, dejó la publicación para ir a trabajar a Europa; colabora con otras editoriales, especializadas en Ciencia Ficción, destacándose sus portadas para la serie de ciencia ficción Urania, de la editorial italiana Arnoldo Mondadori; ha prestado sus diseños también para la parte gráfica de los videojuegos Starship Titanic y Broken Sword 3.
En el filme «Restoration» de Michael Hoffman, integró como diseñador de arte, el equipo del gran artista cordobés Eugenio Zanetti, ganador por ese film del Oscar 1995 de la Academia de Artes de Hollywood. 
Actualmente reside y trabaja en Londres.